# Blinkslakken
Blinkslakken (Aegopinella) zijn een geslacht van weekdieren uit de  familie van de Oxychilidae.

## Soorten
- Aegopinella cisalpina A. Riedel, 1983
- Aegopinella epipedostoma (Fagot, 1879)
- Aegopinella forcarti A. Riedel, 1983
- Aegopinella graziadei (Boeckel, 1940)
- Aegopinella minor (Stabile, 1864)
- Aegopinella nitens (Michaud, 1831) – Brede blinkslak
- Aegopinella nitidula (Draparnaud, 1805) – Bruine blinkslak
- Aegopinella pura (Alder, 1830) – Kleine blinkslak
- Aegopinella ressmanni (Westerlund, 1883)